# Chott Merouane
Le chott Merouane (appelé aussi chott Felrhir) est un lac salé endoréique du nord-est de l'Algérie.

## Géographie

### Situation géographique
Le lac salé chott Merouane, aussi nommé chott Felrhir, est situé au nord-est du Sahara septentrional, à environ 9 km du chef-lieu de la wilaya déléguée d'El M'Ghaïr, dans la vallée de N’sigha, et à l'ouest de Hamraïa, au nord de la wilaya d'El Oued en Algérie. Ce chott, moins important et moins connu que le chott Melrhir, est séparé de ce dernier par des dunes du Grand Erg Oriental sur une distance de 4 km de longueur. Il couvre une superficie de l’ordre de 333,7 ha.
Chott Merouane est considéré comme la plus basse altitude du nord de l’Afrique (41 m au-dessous du niveau de la mer). Ses coordonnées géographiques sont 33° 58′ 27″ Nord, 6° 03′ 31″ Est.
La région de chott Merouane fait partie de l’ensemble des étendues lagunaires de l’Afrique du Nord où les chotts Melrhir et Merouane constituent avec l’ensemble des chotts tunisiens (chott el-Jérid) et algéro-tunisiens (chott el-Rharsa) la plus grande dépression fermée. Ce chott est classé parmi les zones humides d’importance internationale de la liste Ramsar.
Le chott est rattaché administrativement à la wilaya d’El Oued. Il est limité au nord et à l’est par la commune de Hamraïa, au sud-est par la commune de R’guiba (Sif El Menadi) et à l’ouest par la commune d’Oum El Thiour et la commune de M’ghaïr (N’sigha et Dendouga).

### Localités les plus proches
La commune de Hamraïa, traversée par la RN 3, est située à l'est et au nord du Chott. Non loin des rives ouest, se trouvent Ourir-N'Sigha et Dendouga, deux localités dépendantes de la commune d'El M'Ghaïer. Du côté sud-ouest du chott, est située la localité de Aïn-Cheikh, qui dépend de la commune de Sidi Khellil.

### Géomorphologie
Le relief du chott Merouane est homogène avec la présence de quelques dunes de sable et de hamada de faible hauteur. Il a la forme d’une cuvette avec une pente très accentuée vers de basse altitudes pouvant aller jusqu'à 41 mètres au-dessous du niveau de la mer.

## Géologie

### Formations géologiques
La région du chott, qui fait partie du Sahara septentrional, est constituée par une série de dépôts alternativement marins et continentaux, déposés dans un vaste bassin sédimentaire, séparés par d’épaisses séries évaporitiques ou argileuses. L’ensemble inférieur (anti-cénomanien) de cette région contient de puissantes séries continentales d’âge du crétacé inférieur, alors que l’ensemble supérieur (sénonien inférieur) contient plusieurs niveaux marins, et se termine par une épaisse série continentale sableuse, d’âge mio-pliocène.
Dans la région de chott Merouane, les formations géologiques sont en grande partie d’âge quaternaire, et résultent de l’érosion continentale des dépôts mio-pliocènes. Elle est caractérisée, en surface, par des dunes consolidées de limon à sable très fin (environ 10 m d’épaisseur) qui se cimentent, en profondeur des gypses, l’épaisseur des sables est très importante là où la végétation favorise la stabilisation des vents de désert, sous-jacents à ces sables fins, ou trouve environ 70 m d’argiles qui reposent à leur tour sur environ 35 m de grès et sable, faisant partie de la nappe aquifère la plus importante, le complexe terminal qui est un ensemble assez peu homogène incluant des formations carbonatées du Crétacé supérieur et des épisodes détritiques du Tertiaire et principalement du Miocène.
Durant la période estivale, le chott est couvert par l’halite, avec une épaisseur qui varie entre 0–20 cm. Des minéraux ont été mis en évidence par les rayons X et parfois à l’œil nu, tels que le gypse, la calcite et les minéraux argileux. L’halite surmonte une épaisse couche d’argile de 70 m d’épaisseur, et la nappe du complexe terminal est située sous cette couche d'argile.

### Hydrogéologie
La région du chott fait partie du Sahara septentrional, qui renferme deux grandes nappes aquifères qui sont parmi les plus grandes dans le monde, celle du continental intercalaire (définition de Conrad Killian) à la base, surmontée par le complexe terminal et une nappe phréatique dans les formations superficielles.

## Hydrographie et hydrologie

### Hydrographie
Le chott Merouane est classé selon Ramsar comme zone humide. Il s’agit d’un lac éphémère, alimenté par trois sources principales, celle du canal collecteur de l’oued Righ, communément appelé oued Kherouf, les eaux souterraines de la nappe du Complexe Terminal et les eaux de pluie qui sont généralement négligeables.

### Hydrologie
Le chott Merouane appartient à l’aire de drainage du chott Melrhir. Cette aire couvre une superficie de 68 750 km2. Elle est bordée vers le nord par la grande flexure, allant d’Agadir au Maroc jusqu’au golfe de Gabès en Tunisie. L’hydrologie de la région se caractérise principalement et de manière générale, par deux sources d’eau, le canal de l’oued Righ pour le chott Merouane et le bassin versant de l’Atlas Saharien pour le chott Melrhir. Le chott Merouane est alimenté par trois principales sources d’eau, à savoir le canal de l'oued Righ qui draine aussi les eaux urbaines locales, des eaux souterraines provenant de l’aquifère du complexe terminal et des précipitations.
Le canal de l'oued Righ, long de 150 km, draine les eaux jusqu’au chott Merouane. La quantité d’eau totale drainée par le canal de l’oued Righ a été estimée à 131,5 x 106 m 3 durant l’année 1994. Il est alimenté par les eaux de collecteurs urbains et des oasis. La part annuelle des eaux souterraines qui alimentent le chott Merouane a été estimée à 62 × 106 m3, tandis que l’apport des précipitations, dans l’alimentation du chott a été estimé par la station météorologique de Touggourt à un volume de 4,9 × 106 m3.

## Toponymie
Chott Merouane porte aussi le nom de chott Felrhir.

## Climat et biotope

### Climat
Chott Merouane est caractérisé par un climat de type saharien et se caractérise par des précipitations très faibles et aléatoires, de forte amplitude thermique et de faibles humidités relatives de l’air. Le climat dans le chott Merouane est chaud et aride avec une forte évaporation et de faibles précipitations. Les températures moyennes les plus basses et les plus élevées sont de 11,4 et 34,2 °C, respectivement, et la température minimale est d'environ 0 °C. Les précipitations annuelles sont inférieures à 70 mm.
Les vents sont fréquents dans le chott avec des vitesses importantes. La vitesse maximale est de 4,30 m/s durant le mois de mai. Ces vents soufflant, sous forme des vents de sable et de sirocco, sont secs et chauds. Ils augmentent l'évaporation et la sécheresse du milieu.

### Biotope

#### Flore
Malgré les conditions climatiques défavorables, une quantité des pluies réduites et une sécheresse qui s’étale presque pendant toute l’année, une végétation clairsemée existe. Au niveau des bassins versants des Chotts se développe une végétation steppique halophile qui correspond à des zones de salinités décroissantes de l’intérieur vers l’extérieur. 
Les espèces qui caractérisent le bassin versant de cette zone humide sont des formations végétales à affinité halophytique. L’inventaire réalisé à partir des recherches bibliographiques et des récoltes des espèces, révèle la présence de 51 taxons appartenant à 23 familles botaniques. La famille des Chénopodiacées regroupe le nombre le plus élevé d’espèces avec neuf plantes différentes. Au niveau des zones d’évacuation des eaux de drainage des palmeraies de N’sigha, Dendouga, Sif El Menadi et Hamraïa, la flore est composée généralement de Phragmites communis et Juncus maritimus, la présence de ces espèces est un indicateur des habitats des milieux humides salés. Sur les collines ensablées, du côté de Hamraïa et El Haouch, Aristida pungens (pungens est le participe présent de pungo) est bien représentée. Les Chénopodiacées, notamment les genres Salicornia et Suaeda, sont bien installées au niveau de cette zone. Le milieu halophile, pauvre en espèces, se compose essentiellement d’herbes pérennes, de roseaux ou de sous arbrisseaux et de certaines plantes annuelles liées au milieu salin. Cependant la famille des Graminées, des Composées, des Crucifères, des Zygophyllacées et des Légumineuses sont bien représentées avec six, cinq et trois espèces respectivement. Alors que le reste (45 %) des espèces sont réparties entre 17 familles, chacune étant représenté par une à deux espèces. Parmi les espèces endémiques au Sahara Septentrional et au Nord d’Afrique, figurent les genres Limoniastrum guyonianum, Euphorbia guyoniana, et Matricaria pubescens (pubescens est le participe présent de pubesco). Les principales familles qui constituent une source fourragère pour le pâturage saharien sont  Euphorbiacées, les Capparidacées, les Graminées, les Composées, les Crucifères et les Légumineuses.

#### Faune
La diversité floristique et la présence non permanente des eaux, sous forme des espaces libres et leurs phytocénoses, favorisent l’installation des peuplements faunistiques diversifiés; principalement les insectes et les oiseaux. Les prés salés sont de bons biotopes pour la reproduction, l’alimentation et la perchée des oiseaux migrateurs notamment.
Le dénombrement des oiseaux d’eau qui intervient le mois de janvier de chaque année par les services des forêts, montre que ces dépressions géographiques constituent d’une part, un lieu d’habitat pour l’avifaune migratrice et d’autre part un lieu de nidification pour les oiseaux d’eau.
La dépendance des populations de Flamants roses des lacs salés est largement connue dans le monde entier y compris d’autres espèces comme les Mouettes, Grèbes, Phalaropes, Pélican et le Pluvier. Dans cette optique, le chott Merouane héberge les concentrations les plus importantes de Flamants roses de tout l’est algérien. Par ailleurs, des études signalent que l'Échasse blanche, l'Avocette élégante, le Pluvier à collier interrompu, le Tadorne de Belon, le Tadorne casarca et la Cigogne blanche parmi les espèces nicheuses dans la zone d’étude. Les mêmes études révèlent que ces milieux accueillent un nombre important d’espèces migratrices, notamment des Anatidés, des Scolopacidés, des Laridés et des Charadriidés.
Tandis que la faune ichtyologique est relativement pauvre, néanmoins ce milieu aquatique constitue un biotope pour des organismes qui ne peuvent vivre que dans ces conditions, tel que les crustacés. Ces derniers ont fait l’objet de plusieurs publications notant une importante densité d’Artemia salina marquée à la fin de l’hiver et au printemps au niveau du chott Merouane.
Concernant les connaissances sur la biodiversité entomologique, les données ne sont pas disponibles car aucune étude n’a été entreprise dans ce sens. De même pour la mammalofaune mais il est à signaler de manière générale la présence des espèces, telles que sangliers, chacals dorés, lièvres et renards.